# Marcus Öhrn
Marcus Christoffer Öhrn, född 26 november 1973 i Mariefreds församling i Södermanlands län, är en svensk artist. Han upptäcktes i Fame Factory 2004 och har också bland annat varit med i Villa Medusa och Vänner och fiender i TV (1999).
Öhrn är sångare i den engelskspråkiga rockgruppen 5th Sonic Brigade och hyllningsbandet Noice Forever. Öhrn sjunger även i Bedårande Barn där Jimmie Åkesson spelar klaviatur. Öhrn var sångare i den svenska musikgruppen Noice mellan 2004 och 2008.

## Diskografi i urval

### Singlar
- "Ut I Natten", 2004[2]
- "När Veckan Är Slut" (promo), 2004[2]
- "Så Länge Skutan Kan Gå", med Ultima Thule, 2016[2]

### Album
- 5th Sonic Brigade, med 5th Sonic Brigade (egenutgiven), 2009 [3]